# أنف إلكتروني

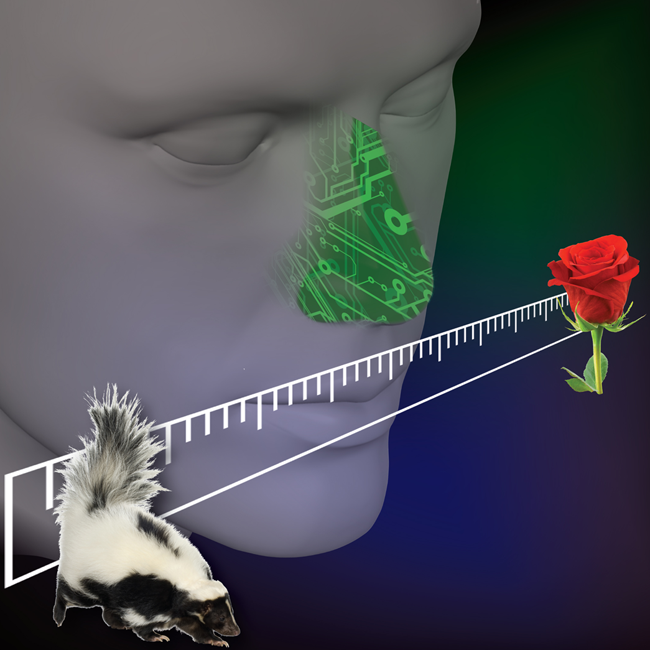
أنف إلكترونية يجري تكييفها للتعرف على الدرجات المختلفة من الروائح ما بين الروائح الزكية والروائح الكريهة.

اعتمد الأطباء في العصور الوسطى عند تشخيص الأمراض على حاسة الشم لديهم وذلك عن طريق شم نفس المرضى وروائحهم لتحديد المرض، ومن هذا استمد العلماء فكرة الأنف الإلكتروني الذي بدأوا بتصنيعه لمساعدتهم في تحديد الأمراض عن طريق شم رائحة هواء الزفير الذي يخرج من جوف المريض، معتمدين على مجسات كهروكيميائية حساسة للروائح، وهذا الأنف الإلكتروني الحساس للروائح سيمكن من الكشف عن المخدرات وبقايا المتفجرات وفي مراقبة وتقييم جودة الطعام والمنتجات الغذائية والمشروبات وفي محاولة توليف نكهات السجائر والعطور والشاي.
وكل رائحة هي عبارة عن جزيئات ذات أشكال هندسية مختلفة يميزها الأنف عن طريق بقعتان شميتان داخل تجويفه، فعندما يصل جزيء الرائحة إلى مستقبلات الروائح بالبقعة الشمية يتعرف عليها الدماغ ويحدد نوعها، ولهذا يحاول العلماء صناعة بقعة شمية صناعية تشبه تلك البقعة الطبيعية وذلك بوضع قرص مُستنشق للروائح داخل ميكرفون سماعة التليفون، الذي يتصل المريض عبره بكومبيوتر خاص تصله رائحة زفير المتحدث، فيتعرف الكمبيوتر عن طريق القرص المستنشق الإلكتروني على الرائحة تلك ويحدد من خلالها المرض مباشرة، ويتم من خلال وضع بطاقات ذكية أشبه بتذاكر قطار الانفاق، وسيتم تجهيز عيادات الأطباء بأجهزة إلكترونية تلتقط الروائح، تقوم بشم أنفاس المرضى ومن ثم تحدد مرضهم بسرعة لا تتعدى الثواني، وستباع هذه الشمامات الالكترونية على شكل كومبيوتر محمول يمكن وضعه في الجيب، فيساعد المستخدم في التعرف على مرضه وتطوراته أولا بأول وستستخدم هذه الشمامات قريبا في تحليل البول والدم والسكر والتعرف علي الأمراض المعدية من خلال تمييز روائح البكتريا المسببة للمرض، وسيوجد في الشمام الإلكتروني أيضا ماسح عطري ((Aroma scan)) يتعرف بسهولة على أي تغير يطرأ على رائحة الجسد ويحدد هذه المتغيرات في ثوان، فمن المعروف مثلاً أن بعض الأمراض الكبدية تفرز روائح مميزة، وستتصل هذه الشمامات الإلكترونية بكومبيوترات بها خرائط جزيئية لروائح الأمراض والروائح العطرية.
و من الممكن الاستفادة منها في المجال الأمني فسوف توضع هذه الأنوف الشمامة الالكترونية على مداخل الأماكن المرادة، لتلتقط روائح الأشخاص وتتعرف عليها بعد تسجيل رائحتهم في ذاكرتها فلا تفتح إلا لروائح الأشخاص التي تتعرف عليها، وستصبح البصمة الشمية لروائح الأشخاص أحد الأدلة الجنائية التي يُعتبر بها في البحث الجنائي وفي المحاكم والقضاء تماما كالسائد مع الاعتبار ببصمات الأصابع والعين والأذن والDNA بالدم.